# Giacinto Morera
Giacinto Morera (Novara, 18 luglio 1856 – Torino, 8 febbraio 1909) è stato un matematico italiano.

## Biografia
Nacque a Novara da Giacomo e da Vittoria Unico, in una famiglia di ricchi commercianti.

Iscritto nel 1875 alla Regia Scuola d’applicazione per gli ingegneri di Torino, si laureò in ingegneria civile nel 1878 e fu ammesso al quarto anno del corso di laurea in Matematiche pure dell’Università di Torino dove si laureò nel 1879.

Compì studi di perfezionamento a Pavia, Pisa, Lipsia e Berlino.
Nel 1886 vinse il concorso per la cattedra di Meccanica razionale e fu chiamato a insegnare questa disciplina nell’Università di Genova, dove insegnò anche Fisica matematica, fu preside della Facoltà di scienze matematiche fisiche e naturali e fu Rettore.
Dal 1900 fu docente di Meccanica all'Università degli Studi di Torino, sviluppò un teorema sulla teoria delle funzioni di variabile complessa, il Teorema di Morera.

## Gli studi
Suoi sono i rilevanti contributi allo studio della Meccanica analitica e della Termodinamica, alla teoria delle funzioni armoniche e a quella delle funzioni a variabile complessa, allo studio teorico matematico dell’elasticità, alla teoria dell’attrazione degli ellissoidi, allo studio della propagazione delle onde.
Morera è stato socio dell’Accademia nazionale dei Lincei e dell’Accademia delle Scienze di Torino.